# Склепіння піхви
Вагінальне склепіння (лат. fornix vaginae) або звід піхви — найглибша частина вагіни: кільцеподібна заглибина, утворена її стінками навколо шийки матки.

## Будова
У склепінні виділяють чотири відділи:
- Передній відділ/склепіння/звід (fornix anterior). Ззовні вагіни до нього прилягає міхурово-маткова заглибина.
- Задній відділ/склепіння/звід (fornix posterior). Задній відділ значно глибший, ніж передній і бокові. Ззовні вагіни до нього прилягає прямокишково-маткова заглибина.
- Два бокові відділи/склепіння (fornices laterales):
  - Правий відділ (fornix dexter)
  - Лівий відділ (fornix sinister)

## Значення
Під час статевого акту в місіонерській позиції кінчик пеніса сягає переднього відділу склепіння, а у позиції на колінах — до заднього відділу. Припускають, що прямокишково-маткова заглибина, розташована поруч із заднім відділом склепіння, є ерогенною зоною. У ділянці переднього відділу деякі дослідники поміщають так звану A-точку.
При діагнозі позаматкова вагітність проводять пункцію заднього склепіння вагіни.